# Ланза дос Рейс, Патрик
Патрик Ланза дос Рейс (порт.-браз. Patryck Lanza dos Reis); род. 18 января 2003, Можи-Мирин, Сан-Паулу), — бразильский футболист, защитник клуба «Сан-Паулу».

## Клубная карьера
Патрик — воспитанник клуба «Сан-Паулу». 17 июля 2022 года в матче против «Флуминенсе» он дебютировал в бразильской Серии A.

## Международная карьера
В 2019 году в составе юношеской сборной Бразилии Патрик принял участие в юношеском чемпионате Южной Амеркии в Перу. На турнире он сыграл в матчах против команд Парагвая, Уругвая, Колумбии и Аргентины. В поединке против колумбийцев Ланза забил гол.
В том же году Патрик выиграл домашний юношеский чемпионат мира. На турнире он сыграл в матче против Чили, Канады, Новой Зеландии, Анголы, Италии, Франции и Мексики. В поединке против итальянцев Ланза забил гол.
В 2023 году в составе олимпийской сборной Бразилии Патрик стал победителем Панамериканских игр в Чили. На турнире он сыграл в матчах против команд США, Колумбии, Гондураса, Мексики и Чили.

## Достижения
Международные
 Бразилия (до 17)
- Победитель юношеского чемпионата мира — 2019

 Бразилия (до 20)
- Чемпион Южной Америки среди молодёжных команд: 2023

 Бразилия (до 23)
- Победитель Панамериканских игр — 2023